# SIPOC
SIPOC (acrónimo en inglés de Suppliers, Inputs, Process, Output, Customers), también conocida como COPIS, es una herramienta en formato tabular para caracterizar un proceso (o grupo de procesos), a partir de la identificación de elementos claves en los dominios de: Proveedores, Entradas, Procesos (subprocesos), Salidas y Clientes.
SIPOC se utiliza desde los años 80 del siglo pasado en el marco de trabajo de la Gestión de la Calidad Total. Su uso es recomendado dentro de Six Sigma, lean manufacturing, Gestión de Procesos de Negocio y Gestión de Proyectos PMI.
La herramienta también se conoce como COPIS para hacer énfasis en el enfoque centrado en el cliente. En este caso la información del proceso se define empezando desde el cliente, trabajando ascendentemente hasta llegar a los proveedores.
La caracterización SIPOC se presenta como entrada en los proyectos de mejora tales como los eventos Kaizen, durante el proceso de gestión de calidad en gestión de proyectos o durante la fase de definición del proceso DMAIC.

## Usos
SIPOC es útil para:
- Presentar una descripción general del proceso a personas que no están familiarizados con el mismo.
- Actuar como "guía de referencia rápida" para personas que aunque conozcan el proceso, requieran aclarar un aspecto clave.
- Soportar las tareas de definición de nuevos procesos.
- Actuar como entrada a la mejora del proceso.

## Aspectos a considerar
Cuando se realiza una tabla o diagrama SIPOC debe considerarse:
- Los proveedores y los clientes pueden ser internos o externos a la organización.
- Las entradas y salidas pueden ser materiales, servicios o información.
- El enfoque es capturar el conjunto clave de entradas y salidas, no el de definir en detalle el proceso.

## Ejemplo
| Proveedor | Entrada                                                                                          | Proceso | Salida | Cliente                                                                      |
| --- | ------------------------------------------------------------------------------------------------ | --- | --- | ---------------------------------------------------------------------------- |
| - Propietario de Vehículo - Representante de servicio al cliente - Administrador del Taller - Proveedor de Repuestos | - Solicitud de reparación - Vehículo - Permisos de ejecución - Bahía - Repuestos - Observaciones | - Calendario de visita - Diagnóstico de problema - Preparar orden de trabajo - Seleccionar repuestos - Realizar reparaciones - Notificar finalización de servicio | - Cita de trabajo - Estimado de costos y recomendaciones - Orden de trabajo - Notificación al cliente - Vehículo reparado | - Propietario del vehículo - Mecánico - Representante del centro de servicio |